# Pekach
Pekach, son av Remalja (hebreiska: פקח בֵּן-רמליהו, Pekach Ben-Remalyahu), kung i Israel under 730-talet f.Kr. Han kom till makten genom en kupp, som kan ha anstiftats av kung Resin av Aram-Damaskus. Efter regimskiftet slutade Israel betala tribut till Assyrien. Resin och Pekach försökte förmå även Juda rike att gå med i koalitionen mot Assyrien. Achas av Judas vägran ledde till det syrisk-efraimitiska kriget. Juda rike kallade då på Assyriens kung, Tiglat Pileser III och betalade denne med silver och guld ur Jerusalems tempel för att avvärja hotet från norr (2 Kung. 16:7-8). 
Landet anfölls under Pekachs regeringstid av Assyriens kung Tiglat Pileser. Assyrien erövrade under detta anfall betydande delar av riket, bl.a. Galileen och förde bort befolkningen i de erövrade delarna till Assyrien (2 Kung. 15:29).
Pekach blev mördad av sin efterträdare och det självständiga norra rikets siste kung, Hosea.